# Republic XF-12 Rainbow
Republic XF-12 Rainbow là một mẫu thử máy bay trinh sát 4 động cơ của hãng Republic Aviation cuối thập niên 1940.

## Tính năng kỹ chiến thuật (XF-12)
Đặc điểm tổng quát
- Chiều dài: 93 ft 9 in (phiên bản RC-2 là 98 ft 9 in) (28,56 m)
- Sải cánh: 129 ft 2 in (phiên bản RC-2 là 129 ft 2 in) (39,37 m)
- Chiều cao: 28 ft 1 in (phiên bản RC-2 là 29 ft 11 in) (8,55 m)
- Diện tích cánh: 1.640 ft² (phiên bản RC-2 là 1.640 ft²) (152,36 m²)
- Trọng lượng rỗng: 65.000 lb (phiên bản RC-2 là 67.000 lb) (29.483 kg)
- Trọng lượng có tải: 101.400 lb (phiên bản RC-2 là 114.200 lb) (45.994 kg)
- Trọng lượng cất cánh tối đa: 101.400 lb (phiên bản RC-2 là 114.200 lb) (45.994 kg)
- Động cơ: 4 × Pratt & Whitney R-4360-31, 3.250 hp (2.423 kW mỗi chiếc)  mỗi chiếc

 Hiệu suất bay 
- Vận tốc cực đại: 470+ mph (phiên bản RC-2 là 450 mph) (756 km/h)
- Tầm bay: 4.500 dặm (phiên bản RC-2 là 4.100 dặm) (7.242 km)
- Trần bay: 45.000 ft (phiên bản RC-2 là 40.000 ft) (13.716 m)
- Vận tốc lên cao: 5.000+ ft/phút (phiên bản RC-2 là 5.000+ ft/phút) (1.524 m/phút)
- Tải trên cánh: 61,83lb/ft² (301,9 kg/m²)
- Công suất/trọng lượng: hp/lb (kW/kg)